# Zenon Begier
Zenon Begier (né le 23 novembre 1935 à Oborniki et mort le 27 juillet 2019 à Bydgoszcz) est un athlète polonais, spécialiste du lancer de disque.

## Carrière
Zenon Begier participe aux Jeux olympiques de Rome et à ceux de Tokyo. Il remporte l'épreuve du disque lors de la Coupe d'Europe des nations d'athlétisme 1965.